# Samsung Galaxy A22
O Samsung Galaxy A22 é um smartphone Android desenvolvido e fabricado pela Samsung Electronics. Faz parte da série Galaxy A, que é voltada para o mercado intermediário. A empresa divulgou este telefone em 3 de junho de 2021, enquanto a versão 5G, no Brasil, foi disponível no ano seguinte.

## Software
O smartphone sai de fábrica com sistema operacional móvel Android 11 com a interface One UI 3.1 da Samsung.